# Reiter Alpe
Reiter Alpe (též Reiter Steinberge) je horský masiv na pomezí Rakouska a Německa, je součástí Berchtesgadenských Alp. Má rozlohu přibližně 10 km². Nejvyšším vrcholem masivu je Stadelhorn 2287 m. Opěrným bodem pro turistiku v Reiter Alpe je Neue Traunsteiner Hütte (1560 m).

## Významné vrcholy
- Stadelhorn (2287 m)
- Großes Häuselhorn (2284 m)
- Wagendrischelhorn (2251 m)
- Schottmalhorn (2045 m)
- Großer Weitschartenkopf (1979 m)
- Edelweißlahnerkopf (1953 m)
- Großer Bruder (1864 m)